# Municipio de White (condado de Cambria)
El municipio de White (en inglés: White Township) es un municipio ubicado en el condado de Cambria, en el estado estadounidense de Pensilvania. En el censo del año 2010 tenía una población de 836 habitantes. Su población estimada, en 2019, es de 763 habitantes.

## Geografía
El municipio de White se encuentra ubicado en las coordenadas 40°41′18″N 78°33′23″O / 40.68833, -78.55639.

## Demografía
Según la Oficina del Censo en 2000 los ingresos medios por hogar en la localidad eran de $31,458 y los ingresos medios por familia eran $33,846. Los hombres tenían unos ingresos medios de $30,833 frente a los $18,359 para las mujeres. La renta per cápita para la localidad era de $14,007. Alrededor del 13,3% de la población estaban por debajo del umbral de pobreza.